# Hit the Freeway
"Hit the Freeway" är en låt framförd av den amerikanska sångaren Toni Braxton från hennes femte studioalbum More than a Woman (2002). Den gavs ut som huvudsingeln från More than a Woman 10 oktober 2002 av Arista Records men läckte på radio redan i september samma år. Låten skrevs av Pharell Williams och Chad Hugo, kända som produktionsduon The Neptunes. Efter att ha fått större kreativ kontroll blev "Hit the Freeway" en noterbar artistisk stiländring för Braxton. Låten omdefinierade Braxtons varumärke av pop och adult contemporary mot ett mer tidsenligt hiphop-sound. 
"Hit the Freeway" har beskrivits som en typisk Neptunes-komposition. Över "melodiösa syntar", handklappningar och trummor sjunger Braxton om varför hon inte vill ha något med sitt otrogna ex att göra. Låten innehåller även exets perspektiv i form av rapverser framförda av den amerikanska artisten Loon. "Hit the Freeway" mottog positiv respons från musikjournalister som hyllade Braxtons genuina övergång till hiphop. Många lyfte fram låten som en av de bättre på More than a Woman. Den fick liknande bemötande från amerikansk radio och blev en av de mest addade singlarna på formaten rhytmic och urban. 
Till skillnad från tidigare singelutgivningar kunde Braxton inte marknadsföra "Hit the Freeway" då hon hade komplikationer av sin andra graviditet. "Hit the Freeway" blev Braxtons första huvudsingel att missa topp-tio på amerikanska singellistan Billboard Hot 100. Den stannade istället på plats 86. Internationellt nådde låten topp-fyrtio placeringar i Kanada, Storbritannien, Sverige och Schweiz samt topp-tjugo i Danmark. Musikvideon till "Hit the Freeway" regisserades av Dave Meyers och Charles Infante och filmades i Los Angeles. Videon utspelar sig på en motorväg där Braxton förföljs av sitt ex som försöker få henne tillbaka. År 2017 rankade Billboard låten på plats 21 på deras lista över Braxtons tjugofem bästa låtar i karriären.

## Bakgrund
År 2000 släppte Braxton sitt försenade studioalbum The Heat till stora kommersiella framgångar. Inför skapandet av albumet fick Braxton mera kreativ kontroll än på hennes projekt på 1990-talet. Resultatet blev en sexigare och mera provokativ image som beskrevs som kontroversiell. The Heat innehöll singeln "He Wasn't Man Enough", en pop-komposition i upptempo som blev ett stort kliv bort från hennes tidigare musikkatalog bestående av mestadels ballader. Låten visade sig bli en framgång på topplistorna och vann en Grammy Award i kategorin Best Female R&B Vocal Performance. Efter utgivningen av julalbumet Snowflakes (2001) påbörjade Braxton arbetet på ett nytt studioalbum. I en intervju lovade hon mer musik i upptempo och kommenterade: "Folk gillar dom långsamma, sorgliga kärlekslåtarna med Toni Braxton men kanske har Prozac börjat ge effekt nu. Så jag tänker fortsätta ge dom gladare låtar." Braxton började arbetet på albumet i mars 2001 efter ett par tunga år med personliga svårigheter. Hon beskrev själv att hon befann sig i en glad fas i livet mycket tack vare förlovningen med Keri Lewis från musikgruppen Mint Condition.
Efter att ha färdigställt sitt femte studioalbum med titeln More Than a Woman började Braxton och Arista välja bland potentiella huvudsinglar för albumet. Valet föll på "No More Love"; resultatet av hennes samarbete med Irv Gotti från Murder Inc.. Gotti hade året tidigare bidragit till stora framgångar på "I'm Real (Murder Remix)" med Jennifer Lopez och "Always on Time" med Ja Rule och Ashanti. Braxton och hennes skivbolag tog dock bort låten från albumets innehållsförteckning i sista minuten efter att Gotti läckt den under ett radioprogram. Gotti spelade en tidig version med rapverser av honom själv som varken Braxton eller Arista godkänt. Braxton och Gotti samarbetade på en ytterligare låt; "Me and My Boyfriend" som samplade Tupac Shakurs "Me and My Girlfriend" (1996). Låten valdes istället ut att bli huvudsingel för More than a Woman. Utgivningen uteblev dessvärre efter att Jay Z och Beyonce använt samma sampling på deras "'03 Bonnie & Clyde" något som fick Braxton och hennes skivbolag att anklaga Jay Z för att ha stulit hennes ide. I en radiointervju kommenterade Braxton: "Jay Z saboterar min inkomst! Pengar som skulle hjälpt finansiera mina barns skolgång. Jag är så besviken på honom." Jay Z och hans skivbolag förnekade anklagelserna och beskrev situationen som en ren tillfällighet: "Hade jag veta att hon tänkt sampla låten så hade jag bett om att få vara med på den som en duett. Hon kan inte vara arg, det är ju inte som att ingen hört 'Me and My Girlfriend' tidigare."

## Inspelning och komposition

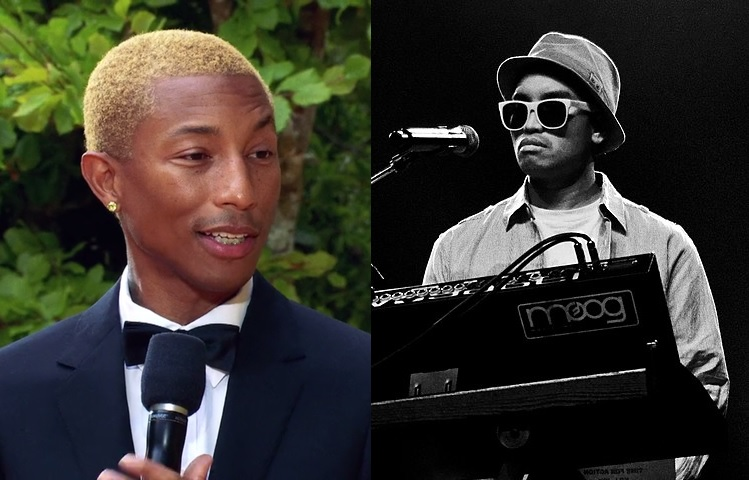
Pharell Williams (till höger) och Chad Hugo, kända som produktionsduon The Neptunes, skrev och producerade "Hit the Freeway".

"Hit the Freeway" skrevs och producerades av Pharell Williams och Chad Hugo, kända som produktionsduon The Neptunes. Låten spelades in av  av Andrew "Drew" Coleman, Cedric Anderson och Frannie Graham vid The Record Plant i Hollywood, Kalifornien och Circle House Recording Studios i Miami, Florida. Den ljudmixades av Phil Tan och John Horesco IV.
Likt mycket av Braxtons tidigare musikkatalog klassas "Hit the Freeway" som en låt i genren R&B. Den har en speltid på tre minuter och fyrtioåtta sekunder (3:48). Låten skiljer sig från mycket av hennes tidigare musik då den är i upptempo och hämtar influenser från den närbesläktade genren hiphop. Valet att inkorporera hiphop kom efter Braxtons önskan att göra en genomgripande artistisk stiländring som hon ville kombinera med hennes nyfunna sexigare image. Klivet bort från pop och adult contemporary jämfördes med förändringen Mariah Carey framgångsrikt gjorde på hennes album Butterfly (1997). I en intervju med R&R Magazine berättade Braxton att hon direkt förstod att låten var "het" när hon hörde den. Den har beskrivits som en typisk Neptunes-komposition med "melodiösa syntar", handklappningar och trummor.
"Jag är redo att visa vad mer jag kan göra musikaliskt. Jag har haft en förkärlek till R&B men jag har alltid gillat hiphop. På varje album så har jag inkorporerat musik jag gillar. Ibland kan artister bli fast i ett fack på grund av vad dom gjort tidigare. Folk blir förvånade när dom hör att jag jobbar med The Neptunes och undrar hur det egentligen kommer låta. Min generation växte upp med rap, hiphop och R&B."
Låten innehåller rapverser av den amerikanska hiphop-artisten Loon. Innehållsmässigt har låttexten beskrivits som en "klassisk Toni Braxton-låt om en splittrad kärleksrelation". Den bygger på ett telefonsamtal där Braxton förklarar varför hon inte vill ha något med sitt otrogna ex att göra. Loon flikar in med sitt perspektiv och försöker bli förlåten. Han påminner om alla dyra saker han köpt i presenter, som Louis Vuitton och armband. "Hit the Freeway" inleds med Loon som rappar: "What's the problem? You always complain, when there's chicks that's starvin'/ What type of game is this?". Under låtens första verser svarar Braxton: "Can you try and tell me what made you choose her as your friend? Just when I think you've given up/ It's you again". Låtens refräng har beskrivits som "trallvänlig" och som en "bitterljuv hämnd" där Braxton lugnt sjunger: "Farewell my lonely one, nothing else here can be done, I don't ever wanna see you again/ You didn't do me right so/ So long, goodbye, goodnight/ (So hit the freeway!)".

## Utgivning och mottagande

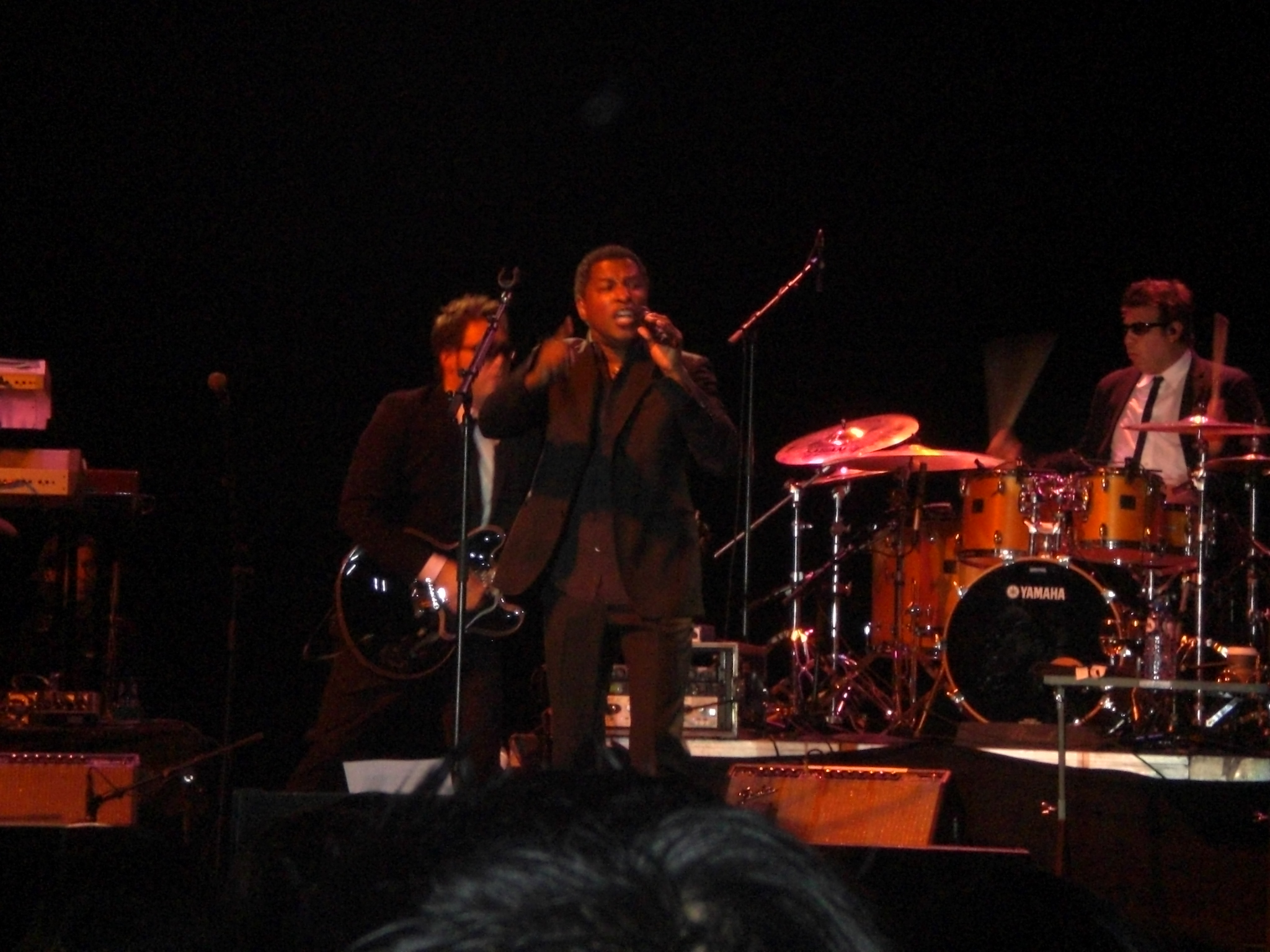
Braxtons vän och frekventa samarbetspartner Kenneth "Babyface" Edmonds (på bilden) bidrog med "And I Love You" som inkluderades som b-sida på CD-singel utgivningen av "Hit the Freeway".

"Hit the Freeway" valdes ut av Braxton och Arista som huvudsingeln från More than a Woman. PR-kampanjen för låten fick ställas in efter att Braxton meddelat att hon väntade sitt andra barn med blivande maken Keri Lewis. Graviditeten fick hennes och Aristas relation att surna då Arista blev frustrerade på timingen. Braxton var höggravid med sitt första barn vid lanseringen av albumet Snowflakes vilket gjorde att mycket av marknadsföringen fick ställas in. Inför lanseringen av "Hit the Freeway" och More than a Woman hade Arista planerat en stor marknadsföringsturné som nu fick ställas in. Arista föreslog att Braxton skulle göra en abort, vilket hon vägrade.
"Hit the Freeway" skulle ha haft officiell premiär via streaming på webbplatsen AOL First Listen 22 september 2002. Låten läcktes dessvärre av den amerikanska radiostationen Hot 97 13 september. Arista skickade låten till amerikanska radiostationer med formaten rhytmic och urban 10 oktober 2002. Reaktionen från radio var mycket positiv och följande vecka var "Hit the Freeway" den näst-mest addade låten på urbanradio efter "'03 Bonnie & Clyde" av Jay Z och Beyonce. Den var även en av de mest addade singlarna på rhytmic-stationer. Låten trycktes upp på CD-singlar som såldes i USA, Europa och Australien. Dessa singlar innehöll den fram till dess outgivna låten "And I Love You" som komponerades av Braxtons vän och frekventa samarbetspartner Kenneth "Babyface" Edmonds. Utgivningen innehöll även en dansremix av hennes singel "Maybe" (2000). I Storbritannien släpptes låten 23 februari 2003.
Efter utgivningen av "Hit the Freeway" prisades låten av musikjournalister. Stephen Thomas Erlewine från Allmusic lyfte fram den som höjdpunkten på More than a Woman. Keysha Davis från BBC Music beskrev refrängen som "otroligt trallvänlig" och fortsatte: "Vad som börjar som en typisk Neptunes-komposition - syntar, handklappningar och trummor - uppgår senare i något som blir ett imponerande stycke pop R&B. Hämnd har aldrig låtit så bitterljuvt." Sal Cinquemani från Slant Magazine beskrev den som en "trallvänlig, knivskarp hiphop-smakande slagdänga". Deneen Womack, vid radiokanalen WBLS New York kommenterade till Billboard: "Toni är en av få artister som kan uppdatera sitt sound och förbli relevant utan att det låter som hon försöker för mycket." Tracy E. Hopkins från Barnes & Noble skrev att "Hit the Freeway" var ett testament på Braxtons förkärlek till "beats och rim". Något mindre positiv var Dan Gennoe från Yahoo! Music. Han skrev: "The Neptunes slänger ihop sina karaktäristiska blobbar och hoppas på det bästa på 'Hit the Freeway'. Kvar blir Braxton som bisarrt nog låter som en produkt av en Neptunes imitatör."

## Kommersiell prestation
"Hit the Freeway" gick in på plats 77 på förgreningslistan Hot R&B/Hip-Hop Songs. Låten nådde småningom plats 32 på listan. Jämfört med tidigare singelprestationer under 1990-talet blev "Hit the Freeway" ett bottennapp för Braxton. Singeln fick dock positiv feedback från radiostationer.  Efter sin premiär på radio klättrade låten snabbt till topp-fyrtio på R&B-stationer runt om i USA.

## Musikvideo

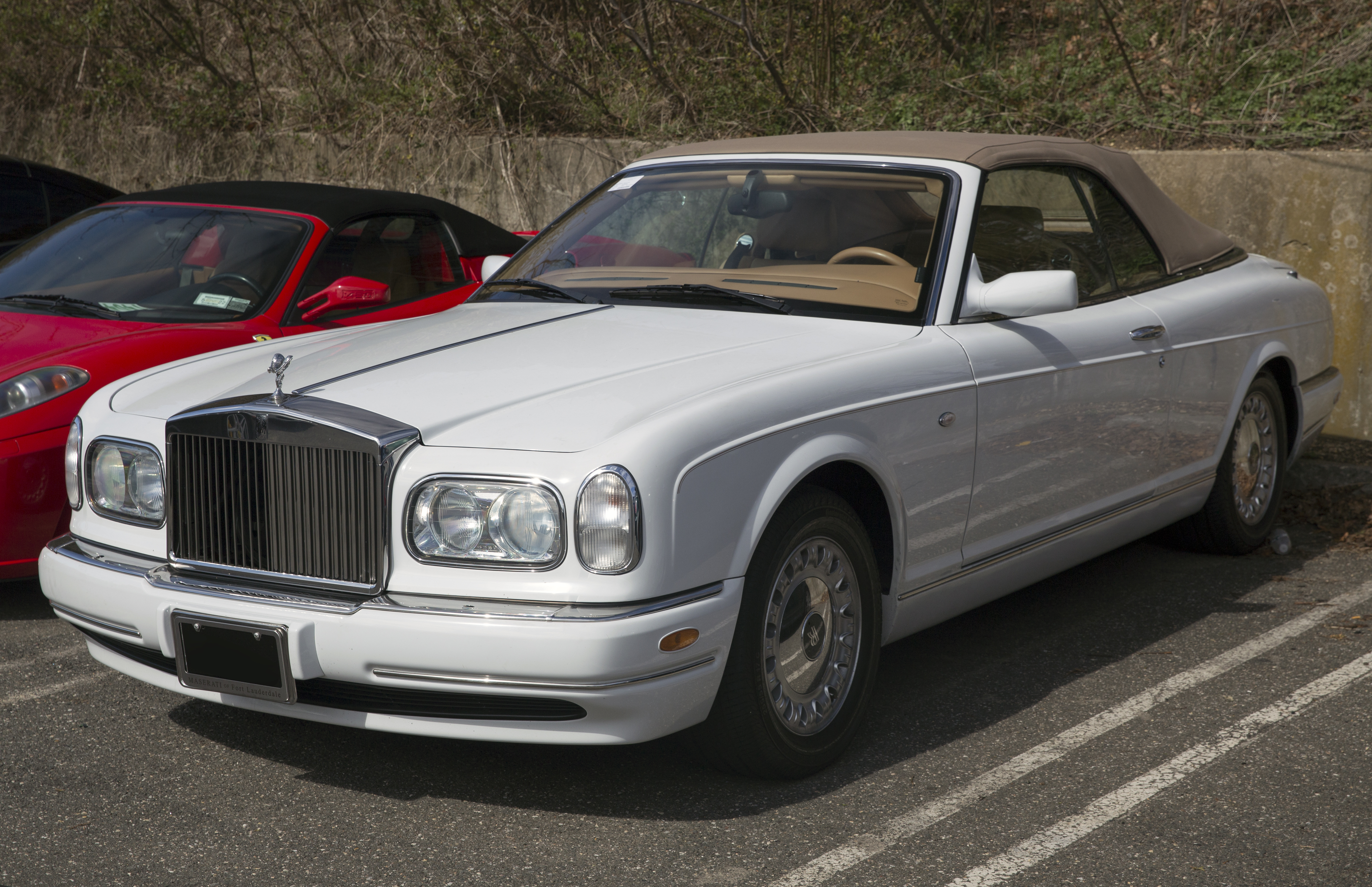
I musikvideon kan Braxton ses lämna sitt otrogna ex i en silverfärgad Rolls-Royce Corniche (samma modell som på bilden).

Musikvideon till "Hit the Freeway" regisserades av Dave Meyers och Charles Infante och filmades i Los Angeles. Videons koncept är en bokstavlig tolkning av låttexten. I videons första sekvenser ses Braxton köra upp på motorvägen i en Rolls-Royce Corniche. Hon förföljs av Loon i en Hummer. Han ringer henne på en mobiltelefon och försöker övertala henne att stanna men Braxton himlar med ögonen och kör vidare. Under videons gång visas sekvenser när Loon sitter i baksätet med sin älskarinna. Ytterligare scener visar diverse blinkande byggarbetslampor, vägskyltar och Braxton som utför danskoreografi tillsammans med bakgrundsdansare. Videon hade premiär i november 2002.

## Format och låtlistor
| 1. | "Hit The Freeway" (Radio Edit With Rap) | 3:48 |
| 2. | "Hit The Freeway" (Radio Edit No Rap)   | 3:28 |
| 3. | "Hit The Freeway" (Instrumental)        | 4:47 |

| 1. | "Hit The Freeway" (Radio Edit With Rap) | 3:48 |
| 2. | "Hit The Freeway" (Instrumental)        | 4:47 |
| 3. | "Hit The Freeway" (Album Version)       | 4:50 |
| 4. | "Hit The Freeway" (Acappella)           | 4:48 |

| 1. | "Hit The Freeway" (Hex Hector Club Vocal) | 8:35 |
| 2. | "Hit The Freeway" (Pound Boys Club Mix)   | 8:00 |

| 1. | "Hit The Freeway" (Radio Edit)   |                                                                        | 3:48 |
| 2. | "Hit The Freeway" (Extended Mix) |                                                                        | 6:27 |
| 3. | "And I Love You"                 | Kenneth "Babyface" Edmonds, Daryl Simmons                              | 4:02 |
| 4. | "Maybe" (HQ2 Radio Mix)          | Toni Braxton, Keith Crouch, Samuel Gause, Mechalie Jamison, John Smith | 3:19 |
| 5. | "Hit The Freeway" (Video)        |                                                                        | 3:48 |

| 1. | "Hit The Freeway" (Radio Edit With Rap) | 3:48 |
| 2. | "Hit The Freeway" (Radio Edit No Rap)   | 3:28 |
| 3. | "Hit The Freeway" (Goldtrix Mix)        | 4:47 |

## Medverkande
Information hämtad från Discogs.
- Låtskrivare – Chauncey Hawkins, Pharrell Williams
- Produktion – The Neptunes
- Ljudmixning – Phil Tan, John Horesco IV
- Inspelning – Andrew "Drew" Coleman, Cedric Anderson, Frannie Graham
- Art director – Richard Thomas Jennings
- Creative director – Joe Mama-Nitzberg
- Chefsproducent – Keri Lewis, Antonio "LA" Reid, Toni Braxton
- Manager – Barry Hankerson
- Övrigt (hår) – Carla Farmer
- Övrigt (smink) – ReAnn Silva
- Övrigt (stylist) – Yolanda Braddy
- Fotograf – Daniela Federici

## Listor
| Lista (2002–2003)                     | Högsta position |
| ------------------------------------- | --------------- |
| Australien (ARIA)                     | 46              |
| Belgien (Ultratip Flandern)           | 3               |
| Belgien (Ultratip Vallonien)          | 1               |
| Canada (Nielsen SoundScan)            | 31              |
| Danmark (Tracklisten)                 | 17              |
| Europa (European Hot 100 Singles)     | 85              |
| Tyskland (Media Control AG)           | 56              |
| Irland (IRMA)                         | 40              |
| Skottland (OCC)                       | 58              |
| Sverige (Sverigetopplistan)           | 40              |
| Schweiz (Schweizer Hitparade)         | 38              |
| Storbritannien (OCC)                  | 29              |
| Storbritannien R&B (OCC)              | 4               |
| USA Billboard Hot 100                 | 86              |
| USA Hot Dance Club Play (Billboard)   | 2               |
| USA Hot R&B/Hip-Hop Songs (Billboard) | 32              |

## Utgivningshistorik
| Region                  | Datum             | Format                         | Skivbolag      |
| ----------------------- | ----------------- | ------------------------------ | -------------- |
| USA                     | 13 september 2002 | Läckt av radiostationen Hot 97 |                |
| USA                     | 22 september 2002 | Streaming på AOL First Listen  | Arista Records |
| USA                     | 10 oktober 2002   | Radio (rhytmic, urban)         | Arista Records |
| USA, Europa, Australien | 2002              | CD/Maxi-singel, "12 vinyl      | Arista Records |
| Storbritannien          | 23 februari 2003  | CD-singel                      | Arista, BMG    |